# Um 1800-Bewegung
De Um 1800-Bewegung vertegenwoordigt een conservatieve bouwstijl die een reactie was op het rationalisme in de bouwstijl, waarvan bijvoorbeeld Hendrik Petrus Berlage een vertegenwoordiger was. De Um 1800-stijl vond haar hoogtepunt in het tijdvak 1905-1914. De materiaalschaarste, die het gevolg was van de Eerste Wereldoorlog, betekende het einde van deze stijl.
Tegenover dit rationalisme stelde de Um 1800-Bewegung de Lodewijk XVI-stijl als ideaalbeeld. Deze stijl werd door sommigen als de laatste echte stijl beschouwd. Er waren ook wel duidelijke neoclassicistische invloeden aanwezig, maar tevens jugendstil-elementen. De Um 1800-stijl wordt dan ook wel nieuw historiserende stijl of heroriëntatie genoemd.

## Kenmerken
Veel gebouwen van deze stijl zijn breed en omvangrijk, met gebruik van natuursteen, ornamenten, torentjes, speklagen, erkers en dergelijke. Ze doen dan denken aan de Amerikaanse wolkenkrabbers uit die tijd, die ook ornamenten hadden die teruggrepen op het verleden, maar uiteraard nog veel massaler waren. Men sprak in dit verband wel van Amerikanisme. Daarnaast werden strakkere neoclassicistische gebouwen ontworpen die aan deze stijl worden toegeschreven.
Van de Engelse, Amerikaanse en Duitse historiserende invloeden vonden vooral de laatste ingang. De naam van de beweging is dan ook afgeleid van een in 1908 verschenen boek van Paul Mebes, getiteld Um 1800: Architektur und Handwerk im letzten Jahrhundert ihrer traditionellen Entwicklung. In Nederland werd de beweging gedragen door het tijdschrift Het Huis, Oud en Nieuw van Eduard Cuypers, die een neef van Pierre Cuypers was.

## Gebouwen
De lijst van nog bestaande gebouwen in Um 1800-stijl is lang. In de meeste grote steden zijn er wel voorbeelden van te vinden. Amsterdam, 's-Gravenhage, Rotterdam en vele andere steden hebben gebouwen in deze vaak massief aandoende stijl. Veel architecten hebben in deze stijl gewerkt.
De Um 1800-stijl werd in Nederland vooral toegepast voor commerciële bouwwerken, zoals warenhuizen, kantoorgebouwen, banken en dergelijke. Prominente voorbeelden in Amsterdam zijn de Effectenbeurs (1911-1914) en de Bijenkorf, uit 1911. Grote kantoren werden in Um 1800-gebouwen gehuisvest, zoals dat van de Nederlands-Indische Spoorweg Maatschappij in Den Haag en de Koninklijke Nederlandsche Gist- en Spiritusfabriek in Delft. Maison de Bonneterie is een goed voorbeeld van een modieus warenhuis in Den Haag. Ook in landhuizen werd de Um 1800-stijl toegepast.

## Afbeeldingen

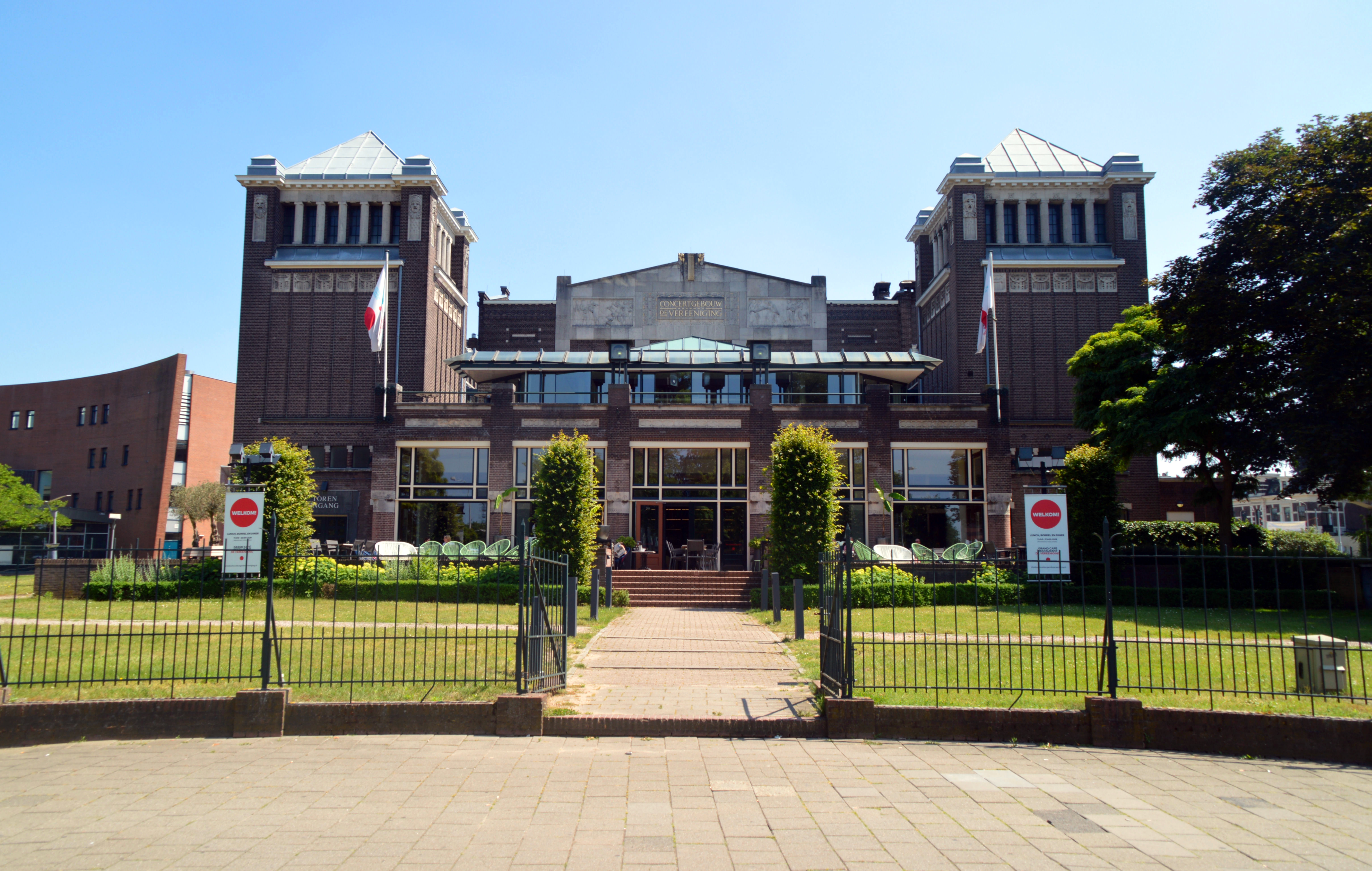
Concertgebouw de Vereeniging Nijmegen
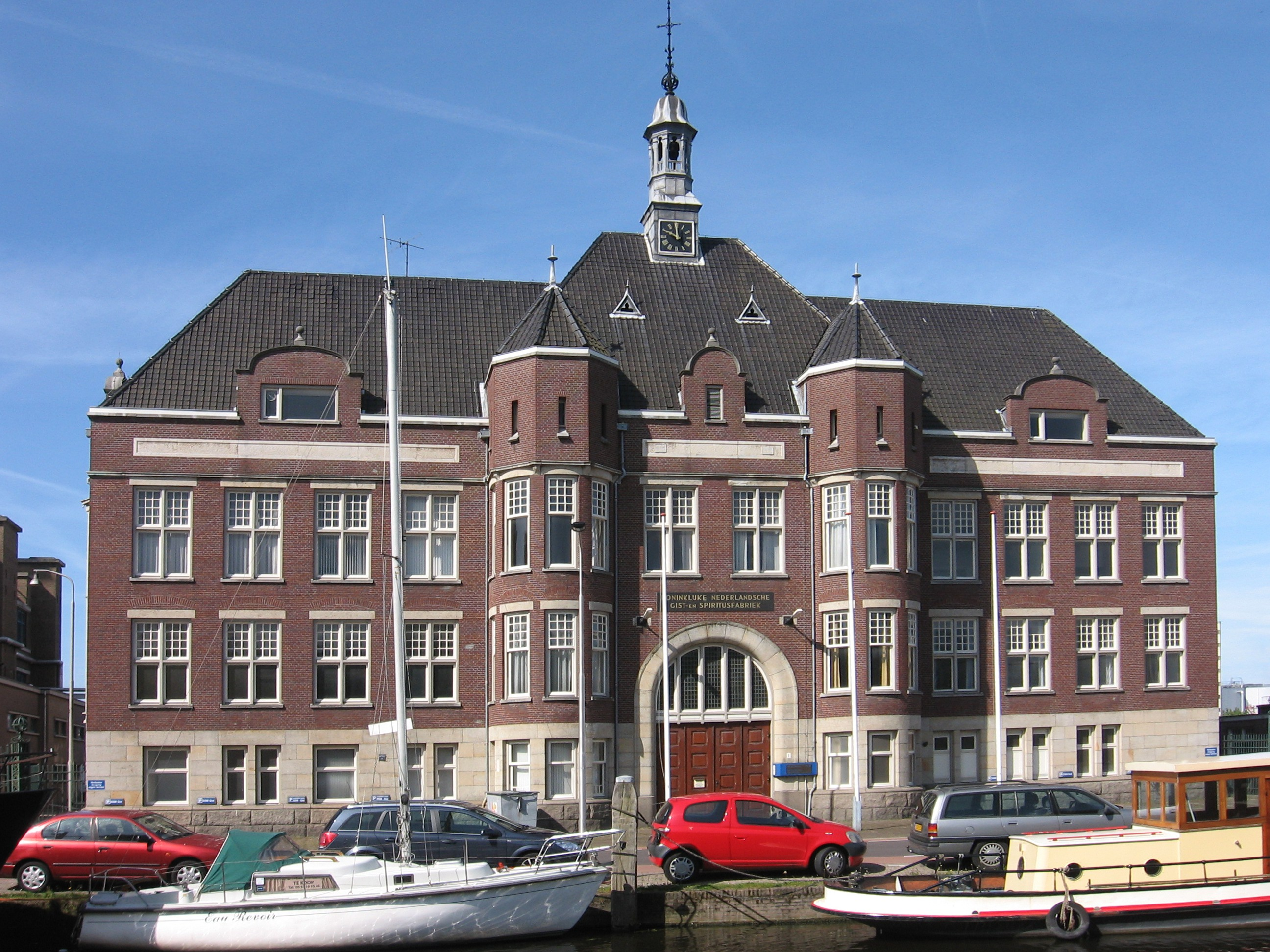
Hoofdkantoor van de Koninklijke Nederlandsche Gist- en Spiritusfabriek in Delft
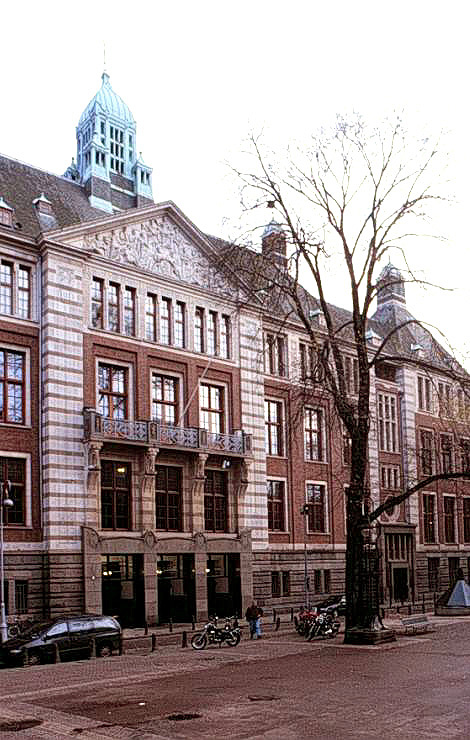
De Amsterdamse effectenbeurs
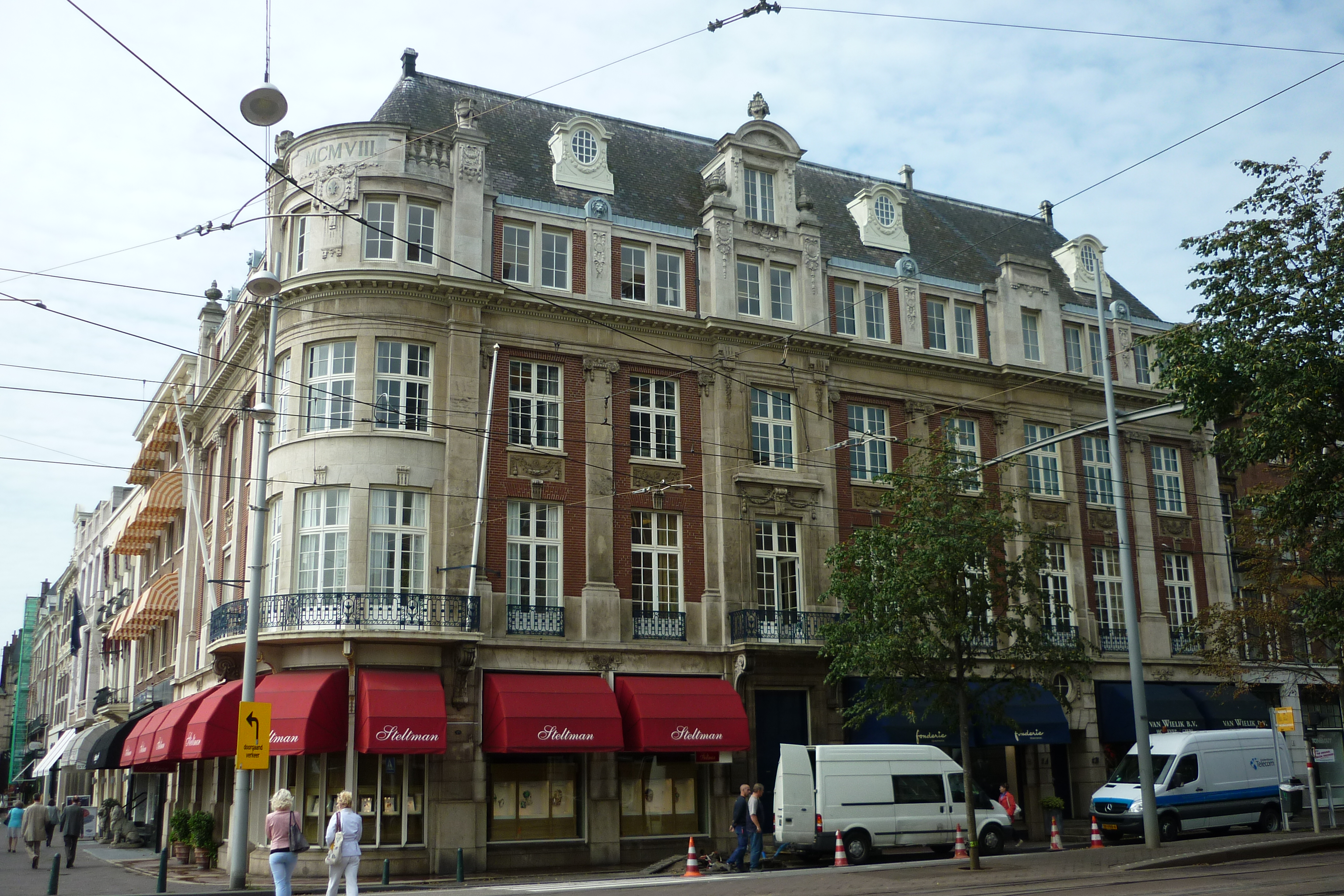
Winkelpand op de hoek Kneuterdijk met de Plaats in Den Haag
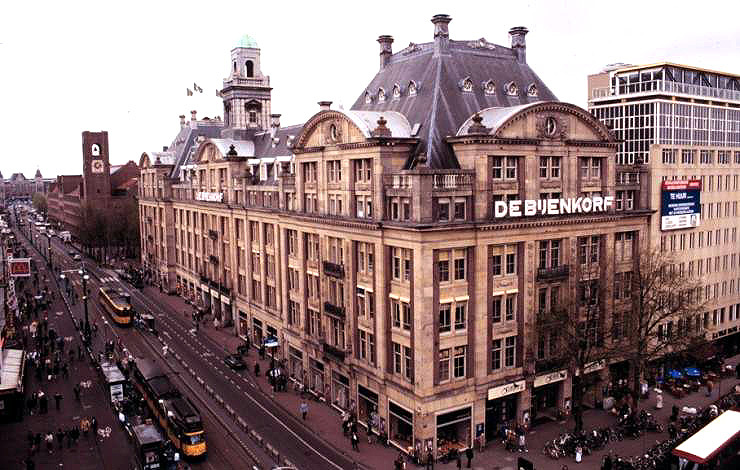
De Bijenkorf in Amsterdam